# Saint-Philippe
Saint-Philippe là một xã thuộc tỉnh Réunion.